# ۲۰ ذی‌القعده
۲۰ ذیقعده، بیستمین روز از ماه ذیقعده در تقویم هجری قمری است.
در تقویم هجری قمری قراردادی این روزسیصد و پانزدهمین روز سال است.

## وقایع
- به وجود آمدن اولین وزارت امور خارجه در ایران در زمان «فتحعلی شاه قاجار» (۱۲۳۷ ق)

## درگذشتگان
- «ابوعلی قیروانی» شاعر و ادیب (۴۵۶ ق)